# Phaenonotum apicale
Phaenonotum apicale är en skalbaggsart som beskrevs av Sharp 1882. Phaenonotum apicale ingår i släktet Phaenonotum och familjen palpbaggar. Inga underarter finns listade i Catalogue of Life.